# Friedrich Waismann
Friedrich Waismann (geboren 21. März 1896 in Wien, Österreich-Ungarn; gestorben 4. November 1959 in Oxford) war österreichischer Mathematiker, Physiker und Philosoph. Er war Mitglied des Wiener Kreises und Vertreter des Logischen Positivismus.
Nach dem Studium der Mathematik und Physik an der Universität Wien begann er das Studium der Philosophie unter Moritz Schlick, dem Gründer des Wiener Kreises, und war 1929 bis 1936 dessen Assistent. Er war 1937 bis 1939 Gastprofessor in Cambridge (England). Im Jahre 1939 emigrierte er endgültig nach Großbritannien, wo er zunächst Lecturer für Wissenschaftstheorie und danach bis zu seinem Tode Reader für Philosophie der Mathematik an der Oxford University war. 1955 wurde er zum Fellow der British Academy ernannt.
Von 1927 bis 1936 hatte Waismann mehrere Gespräche mit Ludwig Wittgenstein über Sprachphilosophie und Mathematik. Diese Gespräche wurden von Waismann aufgezeichnet und in dem Werk Ludwig Wittgenstein und der Wiener Kreis (1967) postum von Brian McGuinness publiziert.
In seinem Buch Einführung in das mathematische Denken: die Begriffsbildung der modernen Mathematik (1936) argumentiert Waismann, dass die mathematischen Wahrheiten wahr sind durch Konvention und nicht eo ipso. Seine gesammelten Vorlesungen The Principles of Linguistic Philosophy (1965) und andere gesammelte Artikel sind in How I see Philosophy (1968) postum herausgegeben.

## Schriften
- Einführung in das mathematische Denken. 2. Aufl., Gerold, Wien 1947. (5., mit einem neuen Vorwort versehene Aufl., hrsg. von Heinz Jörg Claus, Wissenschaftliche Buchgesellschaft, Darmstadt 2012.)
- Ludwig Wittgenstein und der Wiener Kreis. Aus dem Nachlaß hrsg. von Brian McGuinness, Suhrkamp, Frankfurt am Main 1967.
  - Englische Ausgabe: Wittgenstein and the Vienna Circle. Conversations. Hrsg. von Brian McGuinness, übersetzt von Joachim Schulte und Brian McGuinness, Blackwell, Oxford 1979.
- How I see Philosophy. Hrsg. von Rom Harré, MacMillan / St. Martin’s Press, London und New York 1968.
- Logik, Sprache, Philosophie. Mit einer Vorrede von Moritz Schlick hrsg. von Gordon P. Baker und Brian McGuinness unter Mitwirkung von Joachim Schulte, Reclam, Stuttgart 1976.
  - Englische Version: The Principles of Linguistic Philosophy. Hrsg. von Rom Harré, MacMillan / St. Martin’s Press, London und New York 1965.
- Lectures on the Philosophy of Mathematics. Hrsg. und eingeleitet von Wolfgang Grassl, Rodopi, Amsterdam 1982.
- Wille und Motiv. Zwei Abhandlungen über Ethik und Handlungstheorie. Hrsg. von Joachim Schulte, Reclam, Stuttgart 1983.
- Was ist logische Analyse? Mit einer Einleitung hrsg. von Kai Buchholz, Europäische Verlagsanstalt, Hamburg 2008.